# 科學小飛俠Crowds
《科學小飛俠Crowds》是日本電視台於2013年7月12日至9月27日播放的電視動畫作品，也是科學小飛俠最新系列作。第二季標題為《科學小飛俠 Crowds Insight》，於2015年7月5日開始放送。

## 概要
科學小飛俠系列作品，自上一系列作品《科學小飛俠F》（1979年－1980年）33年以來的續作。
本片的故事舞台迥異於1972年10月的元祖版本，轉而描述西元2015年的日本第二首都——擁有18萬人口的東京都立川市。

## 特色
本作（兩者）是極少數從主題曲到片尾曲背景裡面都有特別描寫智慧型手機題材的動畫之一，同時也是極少數使用以背景中大量的「群眾」（非主要角色）集體用智慧型手機來帶動劇情的手法並加以深刻描寫的動畫。

## 故事簡介
《GATCHAMAN CROWDS》劇中設定每一種生命體都有獨自的精神性特異能力，只要利用高科技就能夠把這股能力轉化為實際的能量物體『NOTE』。把『NOTE』原生能量提煉且製作成功的強化服裝，即是科學小飛俠「G team」的戰鬥服。在地球上活躍的科學小飛俠，成員均來自『評議會』派遣過來的宇宙人、具有潛在特質的地球人。他們的首要任務是保衛地球的珍貴資源和地球人的生命，以免落入企圖入侵地球的外星罪犯之手。只不過他們最近接到評議會的指示，開始著手調查一種神祕的存在『MESS』……

## 登場人物

### Gatchaman
一之瀨初（聲：内田真礼（日本））／G-101
《科學小飛俠Crowds》、《科學小飛俠Crowds Insight》中的主角之一，也是本作第一主角。
私立立川鳳雛學園16歲的二年級生。第二季時為17歲，生日11月24日，血型A型，身長155cm。第一人稱為「僕」。
渾身充滿藝術家氣質，活潑元氣又樂觀，隨時都有破天荒的思想跟行動。非常喜愛文具，尤其是一看到各種造型的剪刀和筆就會樂翻天，也會替筆記本取名字。
雖然被託付給橘清音照顧，可是卻常常不顧叮嚀地擅自行動，直到有一天因為意外引發了『絕不可能在「GATCHAMAN」的常態行動下造成之結局』，導致現存的「G team」乃至於全世界都出現巨大的影響。
是全隊的精神支柱，原先大多數人幾乎都抱持輕視或厭煩的想法，最後靠著與眾不同的特質改變了G team的大家，O‧D也曾經說過「小初是我們G member的太陽」，也是本作中跟卡徹關係最不一樣的人類，在第12話最後甚至將其封印在自己體內。
對初而言GATCHAMAN的每次出動只不過是『到世界各地去旅行』而已，久而久之她在不同異鄉獲得的新鮮刺激，為原本微小的『自我世界』漸漸開拓出全新的視野。
持有『設計師的NOTE』雲白色筆記本，變身後的武器是巨型剪刀與複數小型剪刀。藉由初革新性的觀點與想法的具現化，隱藏著「萬物設計」可能性的能力。
橘清音（聲：逢坂良太（日本））／G-96
《科學小飛俠Crowds》、《科學小飛俠Crowds Insight》中的主角之一。
私立立川鳳雛學園19歲的三年級生。第二季時為20歲，生日8月2日，血型O型，身長175cm。
小飛俠資質5年的武士道少年，擅長拔刀術，個性上古典耿直，雖然非常有正義感不過有時候會太過正經變得頑固不知變通，似乎沒有什麼朋友，和一之瀨是相反的類型。他一邊負責照顧初，一邊也被初天真浪漫的性格所影響，會開始慢慢地思考以前從未想過的事物。
本身對女性毫無免疫，面對一之瀨不僅是個難纏的人物，而且常常被對方無視規則、自由奔放、超乎常理的價值觀所玩弄著。但就在他們兩人共同行動一段時間之後，他也慢慢對一之瀨有所理解而互相信賴。
自從被選為科學小飛俠的一員以來，他更是接受使命所託，心甘情願背負強烈的責任感來度過每一天，經常對丈說自己能有現在的樣子都是丈的幫助。最後似乎是在自己不知情的情況下幫助了丈。
能將時空干涉的『無限間合的NOTE』淺灰色筆記本，變身後的武器是日本刀型分子震動劍「音叉刀 疾风」。對較近的敵人使出疾风攻擊或發射隱藏武器攻擊；而對較遠的敵人使出無限間合必殺劍技「無限刀 嵐」。
枇枇木丈（聲：浪川大輔（日本））／G-89
《科學小飛俠Crowds》、《科學小飛俠Crowds Insight》中的主角之一。
29歲，第二季時為30歲。生日3月29日，血型B型，身長187cm。
小飛俠資質10年的東京大學畢業的社會人士。現在是在市公所的「生活安全課」當公務員。由於體悟到人類發展的極限所以對外在事物抱持著絕望和虛無感，導致性格上看起來沒有幹勁非常懶洋洋。曾經因為在跟貝爾歌‧卡徹的對戰之中受到重創短暫離開了G team，之後由於清音透過筆記本傳達的心意而回歸。
上班時的穿著非常正式，頭髮也梳的很整齊。拿下眼鏡之後會變得跟平時不一樣的優雅帥哥，頭髮會瞬間鬆綁、髮尾會夾雜紅色。因為工作效率高每次到午休之前就會忙完公事，下午常常溜去悠閒抽菸，天天都在刷新自己『不加班』的紀錄。下班之後會收起眼鏡換上便服跑去酒吧喝酒變成另一個模樣。
私底下外表看似冷淡，內裡卻非常想要成為一位熱血漢，曾說過自己的夢想是「世界和平」。
能自由操控火焰的『爆炎的NOTE』鮮紅色筆記本，變身後的攻擊是使用火羽手里劍及雙手火焰飛拳等來戰鬥。另外還能藉由雙手雙腳噴出火炎的反作用力讓自身有火箭般飛行。
在第二季中平時叼在嘴上的香菸變成了棒棒糖，似乎正在戒菸中
O·D（聲：細見大輔（日本））／G-12
《科學小飛俠Crowds》、《科學小飛俠Crowds Insight》中的主角之一。
300歲。外星人。生日6月8日。血型不明。身長190㎝。
小飛俠資質不明。嘴唇、指甲是黃色的。被貝爾歌‧卡徹稱呼為「人妖先生」
持有『崩壞的NOTE』湖水藍筆記本，由於變身後的能力過強會危害周邊（根據卡徹所說，就是因為O‧D「展開了翅膀」O‧D原本的星球才因此毀滅），本人不願意這樣因而不用。在第12話中使用激將法讓卡徹跟自己對戰，雖然暫時將對方壓制自己卻也受了重傷，但還是將爾乃美家累的筆記本交至累的手上。
宮 現（聲：小岩井小鳥）／G-99
《科學小飛俠Crowds》、《科學小飛俠Crowds Insight》中的主角之一。
私立立川鳳雛學園一年級生。推測是15歲，第二季時為16歲左右。生日不明。血型不明。身長143cm。
小飛俠資質2年。對大多數人都只會說「悶悶不樂的」，不過跟O‧D以及一之瀨初似乎可以正常溝通。
在O·D以外的人面前都沒什麼表情，是個講話只講單字的無口少女。擁有貓耳一般的髮型，在公眾場合以外的狀況下一般都只穿著暴露的黑色泳裝。非常厭惡自己的能力。與O‧D的關係非常親近，一度因為害怕一之瀨初搶走O‧D而討厭小初，最後還是敞開了心扉。
持有『誕生與死亡的NOTE』黃綠色筆記本，變身後的能力是左手是釋放自身生命給別人與複製分身的『生命左手』；右手會吸收物種生命的『死亡右手』。
派曼（聲：平野綾（日本））／G-3
《科學小飛俠Crowds》、《科學小飛俠Crowds Insight》中的主角之一。
外型像熊貓的外星人，生日、年齡、血型皆不明，身長33cm。
資質數百年的最老科學小飛俠。O·D與一之瀨都親密地稱派派，討厭別人說自己像熊貓卻收集了很多熊貓的週邊商品。似乎很喜歡喝啤酒配零嘴吃。
因為缺乏勇氣所以甚麼事都等待J·J·下指令，但在第8話認清自己的心意，決心守護地球。被幼稚園的小朋友稱為「熊貓叔叔」。
持有『變換自如的NOTE』粉紅色筆記本，變身後的能力是自身變化為高速移動的圓筒形狀運輸車。能自由變換自身與對象的質量和性質，其防禦能力超級高，主要擔任其他隊員肉盾的職責。
爾乃美家累（聲：村瀨步（日本））／G-100
《科學小飛俠Crowds》、《科學小飛俠Crowds Insight》中的主角之一。
18歲，第二季時為19歲，生日4月25日，血型O型，身長168cm。
社交软件「GALAX」(即臺版的「銀河通訊」)的开发者，總裁X的製作者兼實際控制人，十分聪明并独自居住在一座高层公寓，外出会打扮成女装。从貝爾歌‧卡徹处获得了将别人灵魂抽离出Crowds的NOTE能力，自身也希望通过「GALAX」让人们获得以自己微小的能力改变世界的期望。后来为了更好地实现期望而给GALAX能选择将合适的人选抽离出Crowds的能力，而被貝爾歌‧卡徹抢夺了「GALAX」的控制并用于作恶。最终成功让总裁X认出自己并抢回控制，曾經因為貝爾歌‧卡徹透過自己的筆記本誤導大眾讓Crowds瞬間爆增而感到絕望，卻也因此認清「自己的夥伴就是大家」，於是透過GALAX發起各式各樣的「群眾遊戲」，成功帮助GATCHAMAN平复了动乱。
第二期在和铃木理诘梦就Crowds使用的谈判中，相信人类通过Crowds的使用实现自身的进化而适合使用Crowds，与相左的理诘梦发生争议，以交出自己的NOTE来宣明自己的决心而被理诘梦重伤。
自己的NOTE是淡紫色筆記本，本身無法變身。能力是透過GALAX介面連結，將指定用戶的靈魂變化為Crowds的特殊異能。在第一期12話由O.D奪回時NOTE的標誌從雙三角菱形變為GATCHAMAN。臺版此時的稱呼為負載。
第二季時已能變身，正名為『解編碼器的NOTE』筆記本持有，變身後的能力是將物質分解成情報資訊化，儲存在外裝的紀錄裝置裡，外裝與總裁X直連，可以接收X的支援，背面的大圓盤能當傳送裝置使用，武器是右腰部的小圓盤。
LOAD（LOAD GALAX）
女裝時另外一個身分是GALAX的超級名人，领袖一般的存在。
三立翼（聲：石原夏織）／G-60
《科學小飛俠Crowds Insight》中的主角之一。
生日8月6日。血型B型。身高164公分。
前作之後（Insight篇）新進來的GATCHAMAN，現在的搭檔兼指導者為G-101（一之瀨初），個性直率又認真，朱鷺羽高校的2年級生。
持有『閃光的NOTE』青鳥藍色筆記本，變身後的能力是將光固態化變化自如地操控，「如閃光般打擊與疾走」形容正是擅長格鬥戰的特性。
J·J·（聲：森功至）
地球的監視者，Gatchaman的創辦者兼招收者。
擁有預知未來的超能力，以吟遊的方式表達給科學小飛俠。

### GALAX相關者
貝爾歌·卡徹（聲：宮野真守（日本））
自称宇宙人，年龄不明，拥有GATCHAMAN的能力，使累获得能将别人的灵魂变成Crowds的能力。自身拥有伪装成别人的能力，并且十分喜欢煽动人心的恶意而四处制造事端，曾以类似方法导致了O·D的星球灭亡。
於第11話中冒充菅山首相讓其餘民眾也可以使用Crowds，曾伪装成累指挥总裁X利用GALAX授予部分恶意的人Crowds破坏社会，但那些Crowds最後反過來被爾乃美家累利用。在最终话修正版中被O·D壓制後就暫且休息了一陣子，累趁著此時重新抢回控制总裁X，發起了「群眾遊戲」，在GATCHAMAN、累和借助GALAX授予善意的人的Crowds的协助平复了社会。卡切清醒後發現一切與原先預想不同感到非常憤怒而被一之濑引出，最后被一之瀨初以親吻的方式封印在體內。
持有挑撥、離間使生命體混亂，其自相殘殺而特化『幸災樂禍的NOTE』土黃色筆記本，變身後的武器是一把電吉他。
總裁X（聲：丹下櫻（日本））
「GALAX」的管理AI，负责为需要从「GALAX」获得帮助的人分配帮助人，身為AI卻有人的感情思考，喜歡黃昏的晚霞。
直接受累的控制，曾被为伪装成累的貝爾歌·卡徹抢夺控制但表示怀疑，最后在真正的累提醒下确定了放弃了卡徹的控制。
第二季與累一同與GATCHAMAN處理紅色Crowds與外星人等相關事件。
梅田光一（聲：遊佐浩二（日本））／
百傑的No.26，有家庭（妻子及就讀幼兒園的女兒）的失業者。貝爾歌‧卡徹實行計畫時第一個「選擇」的人類，也是新百傑的發動者。
第二季在「是否許可今後使用Crowds的投票中」投下贊成票。一直與社會大眾格格不入，後為了保護女兒而遭咕大人吞食。

### 其他角色
山村日向（聲：朝日奈央（日本））、有賀楓（聲：有賀苹果（日本））
初的同班同學。
桑原隆男（聲：齋藤志郎（日本））
立川消防署署長。初在GALAX認識的「拼貼筆記」朋友。
清水伸男（聲：飛田展男（日本））
立川市市長。初在GALAX認識的「拼貼筆記」朋友。
今岡雅子（聲：浅野麻由美（日本））
自衛隊的相關成員。已婚。初在GALAX認識的「拼貼筆記」朋友。
鈴木麗華（聲：桑島法子（日本））
警察的相關成員。未婚。初在GALAX認識的「拼貼筆記」朋友。
澤村葵（聲：久保由利香（日本））、 宮本真緒（聲：三宅麻理惠（日本））
丈的同事，也是不錯的酒友。
國分阿蘭（聲：乃村健次（日本））
設有飛鏢室的咖啡店的老闆，丈的朋友。
第二集由於拒絕「咕大人」的幫忙而被其視為「不肯被同化的麻煩人物」，後在丈面前遭到其吞食。
菅山首相（聲：家中宏（日本））
日本的首相。GALAX激進派首要攻擊目標。
第二季因為Crowds的問題自願辭職再選舉。選舉初期擁有超過七成的支持率，但傳出許多負面消息後民調大幅下滑，結果與杜蘭莎票數差一大截而落選。

### Insight篇登場人物
格爾桑德拉（聲：花澤香菜（小孩模樣）；杉田智和（大人模樣））
身高129公分的外星人，由於太空船發生故障而降落於地球的日本的新潟縣裡三栖立家附近。
本來模樣像是體內有旋風打轉的外骨骼機器人，為了親近地球人而變身成小孩模樣，之后为了参选日本首相而变回大人模样。
有能力将人类内心的情绪以对话框气泡实体化出来而反映出其所属的人的内心，然后再将其收集吸收从而得知大家的想法，但沒有辦法累積過多的对话框气泡，肚子會被撐大，身體會有不適感，若在繼續強行吸取會不受控制的將它吐出來並飛散到全國各地，這些对话框气泡會飛進其他人的对话框气泡並對其顏色產生影響，若对话框气泡變成了紅色，对话框气泡中會爬出一隻被稱為小咕的生物。
对话框气泡的顏色有紅 . 橙 . 黃 . 綠 . 藍 . 紫 . 黑 . 灰，越接近紅色就表示越認同格爾桑德拉的想法，越接近黑色的表示越不認同，灰色是其中最特別的，是表示想法為中立的顏色。
由于期望实现全人类的心意相同相互统一理解，而参选GALAX日本首相选举，在菅山首相一次失言后而获得人气支持和认同当选。当选后大量裁减官僚职务和增加福利，和鼓动人们统一理解，但始终无法令全部人认同。由于大量收集人们无法统一的情绪而反溢出来产生的小咕开始从单纯地吞噬不配合气氛的坏人到不配合气氛的普通人，再加上理詰夢对气氛的诱导，导致全日本国民要求其离开甚至要求小飞侠们赶尽杀绝，最终由初的牺牲来令人们意识到自己的过分和隨波逐流的心态，平复了气氛。最终得以留在地球生活。
鈴木理詰夢（聲：梅原裕一郎）
生日4月25日。血型A型。身高178公分。
名牌大學的學生，自認為累與CROWDS是應該提防的危險存在。秘密建立了反抗組織「VAPE」著手行動，成員都帶有骷顱嘴的黑色口罩。
不知為何有干涉CROWDS的能力，並持有NOTE來領導紅色CROWDS作亂。认为人类仍是处于什么都不懂的猴子，不配使用CROWDS，并重伤认为人类有能力通过自主进化而适合用CROWDS的累。在伤害累而达成自己的目的后投降被捕，但却警告小飞侠们注意人类会过于依赖格爾桑德拉而陷入另一个极端。
後來得知其NOTE是由貝爾歌卡徹所抽出。
在格爾桑德拉主导产生的小咕开始控制人类孤独注重气氛的时候，在VAPE的隐藏人员协助出狱，并通过小咕某次吞噬不配合气氛的普通人的悲剧，改变了气氛的导向，将矛头转移给格爾桑德拉。最终小飞侠设计令人们意识到气氛的害处，虽然最终令随大流的气氛逐渐消失。但也看出了人类能重新独立思想的迹象。

## 用語
GATCHAMAN
是指用特殊物體「NOTE」藉由發動，進行特殊強化裝備「G裝備」武裝的戰士稱呼。
「Bird,Go!」
當持有「NOTE」時，作為變身的關鍵字。
「Gatcha!」
有時亦做為口號使用，例如在科學小飛俠頻道中即做此用途。
NOTE
JJ親手交給GATCHAMAN的筆記本，不尋常能力的來源。JJ將持有者的心靈「精神結晶」從體內拔出，化為筆記的模樣具現化。
目前已知擁有製作「NOTE」能力的只有J·J·羅賓森以及皮爾‧卡切，兩人製作出的「NOTE」也有差異，即「NOTE」封面的圖案會有所不同（爾乃美家累一開始持有的「NOTE」封面圖案為大寫G再加上由兩個正三角形組合成的菱形，與G team的成員皆不同。）
Amnesia effect
中文翻譯為失憶症效應。
G裝備
宛如精緻又華麗衣服型動力服裝甲，每個人G裝備都有各自的編號（如初是G-101裝備；清音則是G-96裝備）。
精神之壁
位於科學小飛俠秘密基地裡，相當於司令室的作用。坐在圓環式座台底部的J·J·以預言的形式，告知科學小飛俠接下來要發生的事。
私立立川鳳雛學園
初、现和清音（第一季）等人所就读的学校。
国際花綠公園

Big Smalls
中文翻譯為大史莫斯，科學小飛俠們的勞動用集團，在被MESS捕獲的人類與陷入暈眩狀態的Crowds處理作業裡相當活躍。
MESS

GALAX
由尔乃美家累设计开发管理的一款纸娃娃社交软件，后台数据由总裁X管理用于信息收集，允许人们在上面交流，早期提供平台用于给人们进行现实协助，之后能就某些热点问题投票决定。暗中也被尔乃美家累赋予从使用者产生crowd的能力。
HUNDRED
中文翻譯為百傑，由累在GALAX中親自選擇的100名用戶，並賦予群眾之力進行救難活動。
CROWDS
中文翻譯為群眾。是個人意識的具現化，比正常人大三四倍，擁有四肢及龐大的頭。操種者藉由智慧型手機當中的App─GALAX生出crowd。如被消滅操控者將永遠失去意識。
NeO HUNDReD
中文翻譯為新百傑，由梅田帶領被拉攏的大部分百傑以及其他GALAX的用戶所集結團體。

## 製作人員
- 原作：龍之子企画室
- 監督：中村健治
- 助監督：柳屋圭宏、高橋知也、サトウユーゾー
- 系列構成：大野敏哉
- 設定構築：工藤孝雄
- 角色原案：キナコ
- SUIT設定：中北晃二、安藤賢司
- 角色設計・總作画監督：高橋裕一
- 視覺效果：橋本敬史
- 美術監督：倉橋隆、保坂有美
- 色彩設計：辻田邦夫
- CGI監督：森田修平、金本真
- 攝影監督：中村俊介
- 編輯：西山茂
- 音樂：岩崎琢
- 音樂製片人：山田慎也
- 音響監督：長崎行男
- 製片人：中谷敏夫、田村学、桐本篤、矢橋清志、森川愛
- 動畫製片人：藤尾勉
- 動畫制作：龍之子製作公司
- 制作・著作：GATCHAMAN Crowds製作委員会（日本電視台、vap、龍之子）

## 主題曲

### 第一季
片頭曲
《Crowds》
歌、作詞、作曲、編曲：WHITE ASH
片尾曲
《INNOCENT NOTE》
作詞：，作曲、編曲：新屋豐，歌：一之瀨初（内田真禮）
插入曲
《Gatchaman - In the name of Love》（第1話，其他）
歌、作詞：岩崎工，作曲、編曲：岩崎琢
《Un beau léopard violet（麗しき紫の豹）》（第2話，其他）
作詞：，作曲、編曲：岩崎琢，歌：笠原由里
《Ziel der Hydra（ヒュドラの標的）》（第9話，其他）
作詞：，作曲、編曲：岩崎琢，歌：笠原由里

### 第二季
片頭曲
《insight》
歌、作詞、作曲、編曲：WHITE ASH
片尾曲
《60億の翼》
歌：ANGRY FROG REBIRTH

## 各話列表
| 話數  | 標題          | 劇本            | 分鏡                                                                     | 演出                                                                             | 作畫監督 | 總作畫監督 |
| 第1季 | 第1季         | 第1季           | 第1季                                                                    | 第1季                                                                            | 第1季 | 第1季      |
| ----- | ------------- | --------------- | ------------------------------------------------------------------------ | -------------------------------------------------------------------------------- | --- | ---------- |
| #1    | Avant-garde   | 大野敏哉        | 柳屋圭宏                                                                 | 柳屋圭宏                                                                         | 高橋裕一、朝井聖子、西谷泰史 高田晃、寺澤伸介、吉原達矢 山下清悟、川野達朗、森友宏樹 後藤圭佑、奥田佳子、川妻智美 | -          |
| #2    | Asymmetry     | 大野敏哉        | 和田高明                                                                 | 和田高明                                                                         | 和田高明、今木宏明、嶋田和晃 ムラオミノル、奥田佳子、川妻智美                                                     | 高橋裕一   |
| #3    | Futurism      | 大西信介        | 工藤紘軌、伊藤秀樹 高橋知也、松尾慎                                      | 黒田晃一郎                                                                       | 谷口繁則、朝井聖子、川尻健太郎 今木宏明、ムラオミノル、嶋田和晃                                                   | 高橋裕一   |
| #4    | Kitsch        | 大野敏哉        | 黒澤守                                                                   | 榎本守、山下英美                                                                 | 新保卓郎、西谷泰史 川妻智美、奥田佳子                                                                             | 高橋裕一   |
| #5    | Collaboration | 大野敏哉        | 仁賀綠都、高橋知也                                                       | 間島崇寛                                                                         | 江畑諒真、米澤優、ジミー・ストーン 朝井聖子、西谷泰史                                                             | 高橋裕一   |
| #6    | Originality   | 杉原研二        | 森太郎、黒瀨里美 高橋知也                                                | 西村博昭、藤本義孝                                                               | Eum ik hyun、Park myeong hun Seo jin won、Lee joung kyung Kim young il、Kim sung bum                              | 高橋裕一   |
| #7    | Abjection     | 大西信介        | 松尾慎、黑瀨里美                                                         | 松尾慎                                                                           | 今木宏明、ムラオミノル                                                                                            | 高橋裕一   |
| #8    | Genuine       | 杉原研二        | 伊藤秀樹、高橋知也 榎本守、松尾慎                                        | 榎本守、山下英美、伊藤史夫                                                       | 朝井聖子、西谷泰史、川妻智美 烏宏明、寺澤伸介                                                                     | 高橋裕一   |
| #9    | Forgery       | 大野敏哉        | 和田高明、伊藤秀樹                                                       | 黒田晃一郎                                                                       | 西谷泰史、谷口繁則、ムラオミノル 今木宏明、奥田佳子、川妻智美 和田高明                                            | 高橋裕一   |
| #10   | Crowds        | 大野敏哉        | 和田高明、伊藤秀樹 黒瀬里美                                              | 上野史博、浅利藤彰 岡田堅二朗、佐佐木澄人                                        | 梶浦紳一郎、小林ゆかり、村上勉 朝井聖子、西谷泰史、奥田佳子 今木宏明、ムラオミノル、嶋田和晃 林可奈子、横田守     | 高橋裕一   |
| #11   | Gamification  | 大野敏哉        | 高橋知也、和田高明 伊藤秀樹、黑瀨里美                                    | 高橋知也、山下英美 吉村愛、關田修                                                | 奧田佳子、伊藤秀樹、西谷泰史 川妻智美、今木宏明、ムラオミノル 林佳奈子                                            | 高橋裕一   |
| #12   | Collage       | 大野敏哉        | 高橋知也、榎本守 阿部記之、和田高明 伊藤秀樹、中村健治                   | 高橋知也、寺澤伸介、吉村愛 山下英美、關田修、榎本守 柳屋圭宏、和田高明、伊藤秀樹 | 奧田佳子、西谷泰史、朝井聖子 今木宏明、ムラオミノル、嶋田和晃 川妻智美、林佳奈子、和田高明 伊藤秀樹               | 高橋裕一   |
| #12DC | Embrace       | 大野敏哉        | 和田高明、伊藤秀樹 榎本守、阿部記之 中村健治                             | 和田高明、伊藤秀樹、榎本守 柳屋圭宏、中村健治                                    | 今木宏明、ムラオミノル、嶋田和晃 朝井聖子、西谷泰史、奧田佳子 林佳奈子、川妻智美、和田高明 伊藤秀樹               | 高橋裕一   |
| 第2季 |               |                 |                                                                          |                                                                                  | |            |
| #00   | inbound       | 大野敏哉        | サトウユーゾー、伊藤秀樹 鈴木清崇                                        | 伊藤秀樹（チーフ） サトウユーゾー                                                | 高橋裕一 橋本敬史（效果）                                                                                         | -          |
| #01   | contact point | 大野敏哉        | 木村延景、伊藤秀樹、和田高明 鈴木清崇、小林寬、中村健治                  | 伊藤秀樹（チーフ） 木村延景、サトウユーゾー                                      | 高橋裕一、杉本里菜、工原しげき 橋本敬史（效果）                                                                   | -          |
| #02   | penetration   | 木戸雄一郎      | 伊藤良太                                                                 | 伊藤秀樹（チーフ） 伊藤良太                                                      | 原田峰文、服部益實、阿部千秋 桝井一平 橋本敬史（效果）                                                            | -          |
| #03   | launch        | 熊谷純          | 鈴木清嵩、渡邊葉                                                         | 伊藤秀樹（チーフ） 松山正彥、鈴木清嵩                                            | 工原しげき、清水勇司、中野ゆうき 橋本敬史（效果）                                                                 | -          |
| #04   | 2:6:2         | 杉原研二        | 和田高明                                                                 | 伊藤秀樹（チーフ） 神保洋介                                                      | 谷口繁則、高瀬さやか、和田高明 橋本敬史（效果）                                                                   | -          |
| #05   | haio effect   | 熊谷純          | 工藤進                                                                   | 伊藤秀樹（チーフ） 安部元宏                                                      | 有我洋美、山崎敦子、桝井一平 鈴木伸一、服部真澄、阿部千秋 J-cube 橋本敬史（效果）                                 | -          |
| #06   | engagement    | 木戸雄一郎      | 伊藤秀樹、柳屋圭宏、木村延景                                             | 伊藤秀樹（チーフ） サトウユーゾー                                                | 後藤圭佑、中野ゆうき、杉本里菜 中武学、伊藤良太                                                                   | -          |
| #07   | outbound      | 大野敏哉        | 柊陽菜、木村延景、鈴木清崇 伊藤秀樹                                      | 伊藤秀樹（チーフ） 榎本守、糸賀慎太郎                                            | 田辺謙司、五十内裕輔、渡辺奈月                                                                                    | -          |
| #08   | cluster       | 大野敏哉        | 鈴木清崇、宍戶別人、木村延景 伊藤秀樹                                    | 伊藤秀樹（チーフ） 神保洋介、佐佐木純人                                          | 伊藤秀樹、清水勇司、今岡律之 中野ゆうき、杉本里菜、和田高明                                                       | -          |
| #09   | opt-out       | 杉原研二 熊谷純 | 佐山聖子                                                                 | 伊藤秀樹（チーフ） 村山靖                                                        | 鈴木伸一、J-cude                                                                                                  | -          |
| #10   | seeds         | 熊谷純 大野敏哉 | 中村健治、木村延景、伊藤秀樹 伊藤良太                                    | 伊藤秀樹（チーフ） 小野田雄亮                                                    | 平良哲朗 | -          |
| #11   | trade-off     | 大野敏哉        | 中村健治、和田高明、工藤進 伊藤秀樹、宍戸別人、木村延景 伊藤良太         | 伊藤秀樹（チーフ） サトウユーゾー、榎本守                                        | 有我洋美、鈴木伸一、J-cube                                                                                        | -          |
| #12   | insight       | 大野敏哉        | 木村延景、工藤進、伊藤良太 宍戸別人、伊藤秀樹、和田高明 渡邉葉、中村健治 | 伊藤秀樹（チーフ） 中村健治、木村延景、伊藤良太 渡邉葉                           | 高橋裕一、伊藤秀樹、和田高明 後藤圭佑、中村ゆうき、杉本里菜 清水勇司                                              | -          |

## 播放電視台
| 播放地區   | 播放電視台 | 播放日期               | 播放時間（UTC+9）         | 所屬聯播網 | 備註           |
| 第一期     | 第一期     | 第一期                 | 第一期                    | 第一期     | 第一期         |
| ---------- | ---------- | ---------------------- | ------------------------- | ---------- | -------------- |
| 關東廣域圈 | 日本電視台 | 2013年7月12日－9月27日 | 星期五 25時58分－26時28分 | 日本電視網 | 製作委員会参加 |
| 日本全國   | 日視點播   | 2013年7月12日－9月27日 | 星期五 25時58分－26時28分 | 網絡電視   | [ 注 1 ]       |
| 日本全國   | 萬代頻道   | 2013年7月26日－10月2日 | 星期五 24時00分 更新      | 網絡電視   |                |
| 日本全國   | 日視PLUS   | 2013年9月6日－11月22日 | 星期五 25時30分－26時00分 | 衛星電視   | 有重播         |
| 日本全國   | Hulu       | 不明，无限期播放       | 不明，无限期播放          | 网络电视   |                |
| 第二期     |            |                        |                           |            |                |
| 關東廣域圈 | 日本電視台 | 2015年7月5日 -         | 星期日 1:55 - 2:25        | 日本電視網 | 製作委員会参加 |
| 日本全國   | BS日本     | 2015年7月15日 -        | 星期三 2:30 - 3:00        | 卫星电视   |                |

| 播放地區       | 播放電視台 | 播放日期                      | 當地播放時間            | 所屬聯播網  | 備註       |
| 第1季          | 第1季      | 第1季                         | 第1季                   | 第1季       | 第1季      |
| -------------- | ---------- | ----------------------------- | ----------------------- | ----------- | ---------- |
| 臺灣           | Animax     | 2014年6月6日－6月17日         | 每日20:30－21:00        | 有線電視    | 有重播時段 |
| 臺灣           | Animax HD  | 2015年2月1日－2月12日         | 每天19:00－19:30        | 中華電信MOD |            |
| 香港           | Animax     | 2014年12月19日－2015年1月5日  | 星期一至五 21:00－21:30 |             | 有重播     |
| 第2季：Insight |            |                               |                         |             |            |
| 臺灣           | Animax     | 2016年12月20日－2017年1月1日  | 每天 22:30－23:00       | 有線電視    | 有重播時段 |
| 臺灣           | Animax HD  | 2017年2月14日－2月26日        | 每天 19:30－20:00       | 中華電信MOD | 有重播時段 |
| 香港           | Animax     | 2016年12月26日－2017年1月16日 | 星期一至二 22:00－23:00 |             | 有重播     |

- 第一季曾於2015年3月2日－3月13日，在Animax台湾的每天18:30－19:00重播。

## 註解
1. ↑  翌週木曜0:00からその翌日の放送開始直前まで、最新話免費配信。

## 外部連結
- ガッチャマン クラウズ｜日本テレビ （页面存档备份，存于），日本電視台的官方頁面。（日語）
  - ガッチャマンクラウズ インサイト｜日本テレビ （页面存档备份，存于），第二季的官方頁面。（日語）
- ガッチャマン クラウズ | 日テレオンデマンド （页面存档备份，存于），日本電視台線上觀看頁面。（日語）
- 科學小飛俠Crowds的X（前Twitter）（日語）